# 吉田主义
吉田主义，是第二次世界大战以后日本首相吉田茂采用的一项国家发展政策。该政策主张把发展经济作为国家发展的优先课题，以此重建战后的日本经济，同时日美之间的安全联盟将能够顾保障日本的安全，因此国家无需在军事方面过多投入，故吉田主义由此得名。日本的外交政策在冷战期间及之后都体现出吉田主义特色。

## 历史背景
日本政府虽然在第二次世界大战中投降，但政府的职能尚存。日本于1946年春天举行了第一次战后大选，其中日本女性第一次被允许参与选举。選舉勝出的自由黨預計由黨魁鳩山一郎出任首相，但ＧＨＱ於此時下達公職追放令，鳩山遭到放逐。在幣原首相協調下，吉田同意出任自由黨黨首及首相一職。与此同时，国内社会对于明治时期的旧宪法的不满日增，民众期待一部全新的宪法。于是，驻日盟军总司令某部门委派一个小队草拟了一份新的宪法草案，在几经修改之后，日本国会于1946年11月正式批准通过该宪法，并于1947年5月正式生效至今。日本新宪法的一个重要组成部分就是第九条，规定“日本人民永远放弃通过战争诉求国家主权的权利”，且“永不保留”军事力量。因此，新宪法第九条对于首相吉田茂做出采用“吉田主义”政策的决定起到了很大作用。

## 核心要素

### 安全層面依赖美国
吉田主义和日本当时的外交政策都重视与美国的相互关系。由于日本宪法第九条的规定否定了日本挑起战争的权利，所以日本需要依赖駐日美軍来保障其安全。此后几年内美国屡次要求日本增加軍費却都被吉田首相以日本的战后和平宪法为理由拒绝了。事实上，日本依赖美国的不仅仅是在军事方面，冷战期间日本的最大贸易伙伴也是美国。彼时，对美国出口曾为日本的经济发展做出了巨大贡献。

### 以经济为重心
吉田首相的目标是尽所有可能恢复日本的经济。因为无需考虑发展军力，所以日本就把外交政策的重心放在了经济上。为了使日本重新成为主要的世界强国（这方面日本可能想要重整军备），吉田首相构想了一个快速恢复经济的方法。所以，他的政策并非根植于和平主义，而是延续了明治维新以来一直主导日本处理国际关系的方法，即现实主义政策。在吉田的领导下，日本开始重建其落后的工业基础设施，并优先促进经济发展不设限制。其中很多观念对日本的政治和经济政策产生了持续的影响。

## 脚注
1. ↑  Chansoria, Monika. "Relevance of the Yoshida Doctrine in Current U.S.-Japan Ties." Japan Today. GPlusMedia, 13 May 2014. Web.
2. ↑  Holcombe, C. (2011). A History of East Asia: From the origins of civilization to the twenty-first century (pp. 277-286). New York: Cambridge University Press.
3. 1 2  Potter, David M. "Evolution of Japan's Postwar Foreign Policy." Nanzan University, 2008. Web. <http://office.nanzan-u.ac.jp/cie/gaiyo/kiyo/pdf_09/kenkyu_03.pdf （页面存档备份，存于）>.
4. ↑  Shigeru, Yoshida and Hiroshi Nara. (2007). Shigeru: Last Meiji Man. Lanham, Maryland: Rowman & Littlefield. ISBN 978-0-742-53932-7 ISBN 978-0-742-53933-4; OCLC 238440967
5. ↑  McGrew, Anthony and Christopher Book. (1998) Asia-Pacific in the New World Order. London: Routledge. ISBN 978-0-415-17272-1; OCLC 60184921
6. ↑  Shigeru, Yoshida and Hiroshi Nara. (2007). Shigeru: Last Meiji Man. Lanham, Maryland: Rowman & Littlefield. ISBN 978-0-742-53932-7; OCLC 238440967